# Barbados na Letnich Igrzyskach Olimpijskich 1996
Barbados na Letnich Igrzyskach Olimpijskich 1996 reprezentowało 13 sportowców – 11 mężczyzn i 2 kobiety.

## Skład kadry

### Boks
Mężczyźni
- John Kelman
  - waga piórkowa – 17. miejsce

- Marcus Thomas
  - waga średnia – 17. miejsce

### Gimnastyka
Mężczyźni
- Shane de Freitas
  - Wielobój indywidualnie – 73. miejsce
  - Ćwiczenia na podłodze – 90. miejsce
  - Poręcze – 85. miejsce
  - Kółka – 94. miejsce
  - Koń z łęgami – 97. miejsce
  - Skok przez konia – 76. miejsce
  - Drążek – 71. miejsce

### Judo
Mężczyźni
- Andrew Payne
  - Waga lekka – 21. miejsce

### Lekkoatletyka
Mężczyźni
- Obadele Thompson
  - Bieg na 100 m (odpadł w 2 rundzie eliminacji)
  - Bieg na 200 m – 4. miejsce

- Kirk Cummins
  - Bieg na 100 m (odpadł w 1 rundzie eliminacji)

- Victor Houston
  - Dziesięciobój – nie ukończył

Kobiety
- Melissa Straker-Taylor
  - Bieg na 400 m (odpadła w 2 rundzie eliminacji)

### Pływanie
Mężczyźni
- Nicky Neckles
  - 100 m stylem grzbietowym – 35. miejsce
  - 200 m stylem grzbietowym – 28. miejsce

Kobiety
- Leah Martindale
  - 50 m stylem dowolnym- 5. miejsce
  - 100 m stylem dowolnym – 12. miejsce

### Strzelectwo
Mężczyźni
- Michael Maskell
  - Skeet – 49. miejsce

### Żeglarstwo
Mężczyźni
- O'Neal Marshall
  - Windsurfer – 41. miejsce

- Rodney Reader
  - Klasa Finn – 52. miejsce